# Hōsei Kijima
Hōsei Kijima (木島 萌生, Kijima Hōsei), né le 1er juillet 2002 à Yokohama au Japon, est un footballeur japonais. Il évolue au poste de milieu central à D.C. United.

## Biographie

### En club
Né à Yokohama dans la préfecture de Kanagawa au Japon, Hōsei Kijima quitte le pays à l'âge de douze ans pour prendre la direction des États-Unis où il intègre l'IMG Academy, basé à Bradenton en Floride. Il rejoint ensuite le Wake Forest Demon Deacons, où il s'impose, devenant capitaine de l'équipe.
En février 2024, Hōsei Kijima rejoint le St. Louis City SC, franchise de MLS. Il intègre dans un premier temps l'équipe réserve du club. Il joue son premier match de MLS le 17 mars 2024 face au Galaxy de Los Angeles. Il entre en jeu et les deux équipes se neutralisent trois buts partout.
Hōsei Kijima rejoint D.C. United en janvier 2025. Le transfert est officialisé le 12 décembre 2024 et est estimé à 400 000 de dollars.